# Filosofia da química
A filosofia da química é um novo campo de estudo na área de filosofia das ciências que considera a metodologia e pressupostos subjacentes da ciência da química. É explorada por filósofos, químicos e equipes de filósofos-químicos. Em 1997, registra-se o seu nascimento a partir do número especial dedicado a esse novo campo interdisciplinar pela prestigiada revista de filosofia das ciências Synthese.
A filosofia das ciências do século XX, praticamente ignorou os problemas filosóficos da química. Desde o positivismo lógico até Popper, Kuhn, Lakatos e Feyerabend, a física foi considerada como a ciência modelo para a filosofia das ciências. Isso é surpreendente devido à extensa e rica história da química como disciplina científica, além de sua relevante posição no contexto atual das ciências naturais. Surpreende também que as complexidades e peculiaridades geradas por milhões de substâncias de diversas classes, que são formadas a partir de pouco mais de cem átomos, tenham sido ignoradas por tantas décadas.
Mesmo que a química tenha desfrutado de uma ampla popularidade desde meados do século XIX, somente existem algumas publicações isoladas no campo da filosofia da química nas primeiras cinco décadas do século passado. No período entre 1949 e 1986 um número importante de revistas da Europa oriental publicou trabalhos filosóficos sobre diversos temas do mundo químico.

## Fundamentos da química
As principais questões filosóficas surgem assim que se tenta definir a química e o que ela estuda. Átomos e moléculas são frequentemente considerados as unidades fundamentais da teoria química, mas as descrições tradicionais da estrutura molecular e ligações químicas falham em explicar as propriedades de muitas substâncias, incluindo metais, complexos metálicos e aromaticidade.
Além disso, os químicos frequentemente usam entidades químicas inexistentes como estruturas de ressonância para explicar a estrutura e as reações de diferentes substâncias; essas ferramentas explicativas usam a linguagem e representações gráficas de moléculas para descrever o comportamento de produtos químicos e reações químicas que na realidade não se comportam como moléculas diretas.
Alguns químicos e filósofos da química preferem pensar em substâncias, ao invés de microestruturas, como as unidades fundamentais de estudo em química. Nem sempre há uma correspondência direta entre os dois métodos de classificação de substâncias. Por exemplo, muitas rochas existem como complexos minerais compostos de vários íons que não ocorrem em proporções fixas ou relações espaciais entre si.
Um problema filosófico relacionado é se a química é o estudo de substâncias ou reações.  Os átomos, mesmo em um sólido, estão em movimento perpétuo e, sob as condições certas, muitos produtos químicos reagem espontaneamente para formar novos produtos. Uma variedade de variáveis ambientais contribui para as propriedades de uma substância, incluindo temperatura e pressão, proximidade de outras moléculas e a presença de um campo magnético. Como Schummer coloca, "Os filósofos da substância definem uma reação química pela mudança de certas substâncias, enquanto os filósofos do processo definem uma substância por suas reações químicas características." 
Filósofos da química discutem questões de simetria e quiralidade na natureza. Moléculas orgânicas (isto é, baseadas em carbono) são aquelas mais frequentemente quirais. Aminoácidos, ácidos nucléicos e açúcares, todos encontrados exclusivamente como um único enantiômero nos organismos, são as unidades químicas básicas da vida. Químicos, bioquímicos e biólogos debatem as origens dessa homoquiralidade. Filósofos debatem fatos sobre a origem desse fenômeno, ou seja, se ele surgiu contingentemente, em meio a um ambiente racêmico sem vida ou se outros processos estavam em jogo. Alguns especulam que as respostas só podem ser encontradas em comparação com a vida extraterrestre, se for encontrada. Outros filósofos questionam se existe uma tendência para as suposições da natureza como simétricas, causando resistência a qualquer evidência em contrário.
Uma das questões mais atuais é determinar em que medida a física, especificamente a mecânica quântica, explica os fenômenos químicos. A química pode, de fato, ser reduzida à física, como tem sido assumido por muitos, ou existem lacunas inexplicáveis? Alguns autores, por exemplo, Roald Hoffmann,  sugeriram recentemente que existem várias dificuldades no programa reducionista com conceitos como aromaticidade, pH, reatividade, nucleofilicidade, por exemplo.

## Filósofos da química
Friedrich Wilhelm Joseph Schelling foi um dos primeiros filósofos a usar o termo "filosofia da química".  Gaston Bachelard esboçou o projeto de uma filosofia química. 
Vários filósofos e cientistas se concentraram na filosofia da química nos últimos anos, notadamente o filósofo holandês Jaap van Brakel, que escreveu The Philosophy of Chemistry em 2000, e o filósofo-químico nascido em Malta Eric Scerri, editor da revista "Foundations of Chemistry" e autor de Normative and Descriptive Philosophy of Science and the Role of Chemistry in Philosophy of Chemistry, 2004, entre outros artigos. Scerri está especialmente interessado nos fundamentos filosóficos da tabela periódica, e como a física e a química se cruzam em relação a ela, o que ele afirma não ser apenas um assunto para a ciência, mas para a filosofia. 
Embora em outros campos da ciência os estudantes do método geralmente não sejam praticantes da área, na química (particularmente na química orgânica sintética) o método intelectual e os fundamentos filosóficos são frequentemente explorados por pesquisadores com programas de pesquisa ativos. Elias James Corey desenvolveu o conceito de "retrosíntese" e publicou um trabalho seminal "A lógica da síntese química" que desconstrói esses processos de pensamento e especula sobre a síntese assistida por computador. Outros químicos como K. C. Nicolaou (co-autor de Classics in Total Synthesis) seguiram seu exemplo.

### Artigos de revisão
- Philosophy of Chemistry article on the Stanford Encyclopedia of Philosophy

### Revistas e Periódicos
- Foundations of Chemistry, an international peer-reviewed journal for History and Philosophy of Chemistry as well as Chemical Education published by Springer.
- Hyle: International Journal for Philosophy of Chemistry, an English-language peer-reviewed journal associated with the University of Karlsruhe, Germany.

### Livros
- Philosophy of Chemistry, J. van Brakel, Leuven University Press, 2000. ISBN 90-5867-063-5
- Philosophy of Chemistry: Synthesis of a New Discipline, Davis Baird, Eric Scerri, Lee McIntyre (eds.), Dordrecht: Springer, 2006. ISBN 1-4020-3256-0
- The Periodic Table: Its Story and Its Significance, E.R. Scerri, Oxford University Press, New York, 2006. ISBN 0-19-530573-6
- Collected Papers on Philosophy of Chemistry, E.R. Scerri, Imperial College Press, London, 2008. ISBN 978-1848161375
- Of Minds and Molecules: New Philosophical Perspectives on Chemistry, Nalini Bhushan and Stuart Rosenfeld (eds.), Oxford University Press, 2000, Reviewed by Michael Weisberg
- Philosophy of Chemistry : Growth of a New Discipline, Eric Scerri, Lee McIntyre (eds.), Heidelberg: Springer, 2015. ISBN 978-94-017-9363-6